# Массон, Вадим Михайлович
Вадим Михайлович Массо́н (1929—2010) — советский и российский учёный-археолог, доктор исторических наук, профессор, руководитель Института истории материальной культуры РАН (1982—1998). Заслуженный деятель науки и техники Туркменской ССР (1979). Заслуженный деятель науки Российской Федерации (1999) и Кыргызской Республики (2004).
Специалист по археологии Центральной Азии (Туркменистан, Узбекистан, Таджикистан, Кыргызстан), Среднего и Ближнего Востока эпохи неолита, энеолита, бронзы, раннего железного века и античного периода.

## Биография
В 1950 году окончил археологическое отделение исторического факультета Среднеазиатского государственного университета по специальности «Среднеазиатская археология». Заведующим кафедрой среднеазиатской археологии в это время был его отец, академик Михаил Евгеньевич Массон.
В 1954 году защитил в ЛО Института истории материальной культуры АН СССР (ИИМК) кандидатскую диссертацию «Древняя культура Дахистана. (Историко-археологические очерки)». После защиты диссертации был принят на работу в сектор Средней Азии и Кавказа ИИМКа.
В 1962 году защитил докторскую диссертацию «Древнейшее прошлое Средней Азии (от возникновения земледелия до похода Александра Македонского)».
В 1968 году назначен руководителем сектора Средней Азии и Кавказа ИИМКа, в 1982 году — заведующим ИИМКа и председателем Учёного совета.
Создатель и в 1992—1999 годах — главный редактор научного сборника «Археологические вести».
Член РАЕН, Академии наук Туркменистана, член-корреспондент Германского археологического института (ФРГ), Института Среднего и Дальнего Востока (Италия), почётный член Королевского общества древностей (Великобритания), член Датской королевской академии наук и литературы. Советник по культуре президента Туркмении, председатель научного совета Международного института культурного наследия народов Туркмении.
Похоронен на Северном кладбище Санкт-Петербурга.

## Награды
- Орден «Шараф» (апрель 1999 года, Таджикистан)
- Медаль «Данк» (19 октября 2000 года, Кыргызстан) — за активную плодотворную деятельность, вклад в подготовку и проведение мероприятий по празднованию 3000-летия г. Ош[2]
- Заслуженный деятель науки Российской Федерации (6 июля 1999 года) — за заслуги в научной деятельности[3]
- Заслуженный деятель науки Кыргызской Республики (25 ноября 2004 года) — за значительный вклад в исследование истории и культуры кыргызского народа[4]
- Заслуженный деятель науки и техники Туркменской ССР (1979 год)[5]
- Лауреат премии имени Махтумкули (Туркменистан)

## Основные работы
Автор и соавтор более 32 монографий и 500 статей (опубликованы в России, Великобритании, Германии, Японии, Италии и др.).
- Древнеземледельческая культура Маргианы / АН СССР. ИИМК. М.; Л.: Изд-во АН СССР, 1959. — 216 с.: ил. — (МИА. № 73).
- История Афганистана: В 2-х т. Т. 1. С древнейших времен до начала XVI в. / АН СССР. ИНА. — М.: Наука, 1964—464 с.: ил., карт. — Библиогр.: с. 383—406. (Совместно с В. А. Ромодиным)
- Средняя Азия и Древний Восток. / АН СССР. ЛОИА. — Л.: Наука, 1964—467 с.: ил., карт.
- История Афганистана: В 2-х т. Т. 2. Афганистан в новое время / АН СССР. ИНА. — М.: Наука, 1965—552 с.: ил., карт. — Библиогр.: с. 479—498.
- Страна тысячи городов. — М.: Наука, 1966.
- Средняя Азия в эпоху камня и бронзы / АН СССР ИА. — М.; Л.: Наука, 1966—290 с.: ил., карт. (Совместно с М. П. Грязновым, Ю. А. Заднепровским. А. М. Мандельштамом, А. П. Окладниковым, И. Н. Хлопиным)
- Возникновение и развитие земледелия / АН СССР. ИА. — М.: Наука, 1967—232 с.: ил, карт. — Библиогр.: с. 228—231. (Совместно с А. В. Кирьяновым, И. Т. Кругликовой).
- Раскопки на Алтын-депе в 1969 г. / АН СССР. ЛОИА; АН ТуркмССР. — Ашхабад: Ылым, 1970 — 24 с: ил. — (Материалы ЮТАКЭ; Вып. 3). — Рез. англ. — Библиогр.: с. 22.
- Поселение Джейтун: (Проблема становления производящей экономики) / АН СССР. ИА. — Л.: Наука, 1971—208 с.: ил. — (МИА; № 180)
- Каракумы: заря цивилизации / АН СССР. — М.: Наука, 1972—166 с.: ил., карт. — (Сер. «Из истории мировой культуры»). (Совместно с В. И Сарианиди)
- Среднеазиатская терракота эпохи бронзы: Опыт классификации и интерпретации / АН СССР. Отд-ние ист. ИВ. — М.: Наука, 1973—209 с., 22 л. ил.: ил. — (Культура народов Востока; Материалы и исслед.). — Библиогр.: с. 196—202. (Совместно с В. И Сарианиди)
- Экономика и социальный строй древних обществ: (В свете данных археологии) / АН СССР. ИА.- Л.: Наука, 1976—192 с.: ил.
- Алтын-депе / АН ТуркмССР. — Л.: Наука, 1981—176 с., 2 л. ил.: ил. — (ТЮТАКЭ; Т. 18). — Рез. англ. — Библиогр.: с. 166—172.
- Энеолит СССР / АН СССР. ИА. — М.: Наука, 1982—360 с.: ил., карт. — (Археология СССР. [Т. 4]). — Библиогр.: с. 334—347. (Совместно с Н. Я Мерпертом, Р. М. Мунчаевым. Е. К. Черныш)
- Старая Ниса — резиденция парфянских царей / АН СССР. ИА; ООПИК Туркм. — Л: Наука, 1985 — 12 с: ил.
- [yanko.lib.ru/books/hist/masson-first_civilizations-a.htm Первые цивилизации] / АН СССР. ЛОИА. — Л.: Наука, 1989—276 с: ил., карт. — Рез. англ. — Библиогр.: с. 259—271.
- Исторические реконструкции в археологии / АН КиргССР. ИИ. — Фрунзе: Илим, 1990 — 94 с.: ил., карт. — Библиогр.: с. 90-93.
- Мерв — столица Маргианы. — Мары, 1991 — 73 с.
- Древности Саяногорска / РАН. ИИМК. — СПб., 1994 — 23 с., 2 л. ил. — Рез. англ. (Совместно с М. Н. Пшеницыной).
- Бухара в истории Узбекистана. — Бухара, 1995 — 52 с. — Рус., узб. — (Б-ка из сер. «Бухара и мировая культура»).
- Хлопин И. Н., Массон В. М. Фортификация в древности и средневековье / Институт истории материальной культуры РАН. — СПб.: ИИМК, 1995. — 124 с.
- Исторические реконструкции в археологии: Изд. 2-е, доп. / РАН. ИИМК; СамарГПУ. — Самара, 1996—101 с.: ил. — Библиогр.: с. 98-101.
- Палеолитическое общество Восточной Европы: (Вопросы палеоэкономики, культурогенеза и социогенеза) / РАН. ИИМК. — СПб., 1996 — 72 с.: ил. — (Археол. изыскания; Вып. 35). — Библиогр.: с. 64-68.
- Институт истории материальной культуры: (Краткая история учреждения, научные достижения) / РАН. ИИМК. — СПб., 1997 — 40 с.: 4 л. ил
- Культурогенез древней Центральной Азии. — СПб.: Изд-во СПбГУ, 2006. — ISBN 978-5-8465-0104-1
- История Древнего Востока[6]
- Древний Кыргызстан: процессы культурогенеза и культурное наследие
- Денежное хозяйство Средней Азии по нумизматическим данным
- Диалектика традиций и инноваций и исторический процесс в древней Бактрии